# Montes Quenai

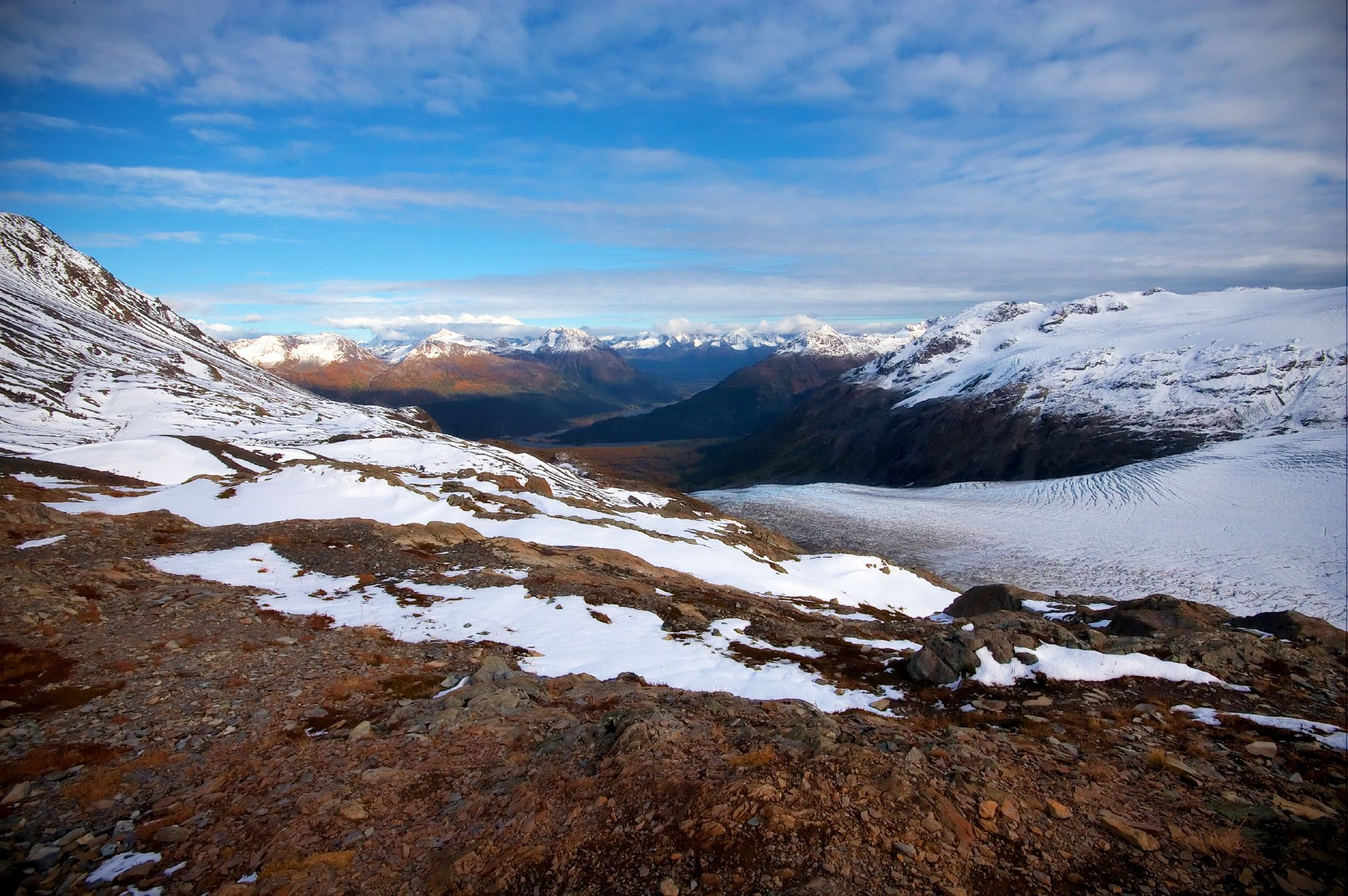
Campo de gelo de Harding, nos Montes Quenai

Os Montes Quenai (Kenai) são uma cordilheira do Alasca (Estados Unidos da América), que se estende por 430 km, entre aproximadamente 200 km a sul da península de Kenai e os montes Chugach. A altitude máxima é de 2015 m, no Pico Truuli.

## Picos mais elevados
| - Truuli Peak (2015 m) - Isthmus Peak (1991 m) - Peak 6500 (1981 m) | - Andy Simons Mountain (1953 m) - McCarty Peak ({1951 m) - Sheep Mountain (1922 m) |